# David II d'Artanoudji
David II d'Artanoudji-Calarzène (mort en 993) est un prince géorgien d'Artanoudji-Calarzène qui règne de 988 à 993.
David Bagration est le fils aîné de Soumbat II, prince d'Artanoudji-Calarzène. Il succède à son père lors de sa mort en 988 et règne jusqu'à sa propre mort, qui survient brusquement en 993.
Sans enfants, ce sont ses neveux, les fils de son frère Bagrat (mort en 988), Gourgen et Soumbat, qui lui succèdent.